# Dialeto varmlandês
Varmlandês (em sueco: Värmländska) é um conjunto de dialetos da língua sueca falados na província histórica da Varmlândia. Faz parte do grupo de dialetos gotas, embora seja um caso especial, por ter zonas influenciadas por outros dialetos. Suas principais características são a abreviação maior das palavras em relação ao sueco-padrão e a exclusão das vogais "desnecessárias".

## Falantes
A província tradicional da Varmlândia, definida como o Condado da Varmlândia, mais os dois municípios adjacentes de Karlskoga e Degerfors, tinham uma população de 319 675 pessoas (2017). No entanto, qualquer tentativa de precisar um número de falantes de um dialeto sueco na situação moderna provavelmente será contestada. O que conta como varmlandês é uma questão de definição. Se fosse definida como uma variedade que tenha um sistema gramatical distinto do Sueco Padrão - como uma distinção consistentemente feita entre os três gêneros gramaticais - o número será pequeno e na sua maioria consiste de falantes mais idosos. Por outro lado, se definimos isso em mais fundamentos fonológicos - como ter um som de vogal [ɶ] e ter um som de vogal reduzido xevá (schwa) em muitos finais de palavras que, em sueco padrão, têm 'a' – incluem-se, com toda a probabilidade, a maioria das pessoas que vivem em Varmlândia, ou seja, mais de 150 mil pessoas.

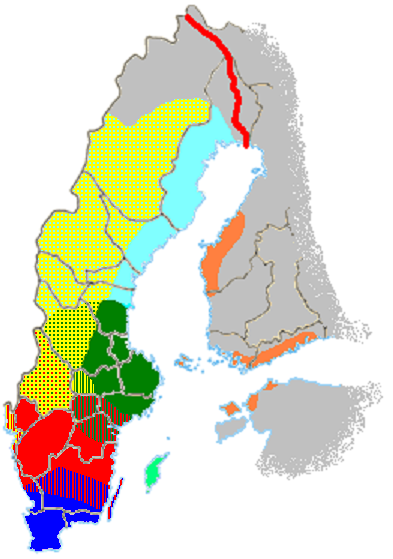
Mapa dos dialetos suecos. O varmlandês está assinalado a amarelo-vermelho-verde

## Escrita
O varmlandês usa o alfabeto latino numa forma própria que não usa as letras C, Q, W, Y, Z; usam-se as formas adicionais vogais å, ä, ô, ö, aa, ó, é, y e as formas consoantes Sh, Rn, Rs, Rt, Kh.

## Fonologia

### Características
Uma configuração de que distancia o varmlandês da maioria dos outros dialetos suecos é a existência de um som de vogal [ɶ] (muitas vezes escrito como 'ô'), existente tanto como uma vogal longa como, por exemplo,  sôve  [sɶ: və] (= dormir) e como uma vogal curta como  kôrv  [kʰɶɾv] (= salsicha).
O fonema da vogal / ø: / normalmente não tem o alofone [œ:] encontrado em sueco padrão e muitos outros dialetos antes de 'r' (comparar, por exemplo, o varmlandês [fø: rə] com Standard Swedish [fœ: rə] for  före  (= antes)).
O 'a' final nas palavras nórdicas antigas foi reduzido a schwa (xevá) [ə] nas variedades do sul e caiu completamente nas variedades do norte. Isso pode ser visto nas formas não inflexíveis de muitos substantivos femininos e na forma infinitiva dos verbos. Uma redução semelhante de 'a' pode ser vista no sufixo do verbo do presente -ar e no sufixo de substantivo plural -ar. Isso resultou em uma confusão consistente dos sufixos suecos -er e -ar para apenas -er em varmlandês.
No entanto, isso não significa que o varmlandês não tenha vogais completas e não reduzidas em finais de palavras, porque houve desenvolvimentos secundários de sufixos com 'a' neles:
- A perda do final -de na forma passada do maior grupo de verbos fracos levou a um contraste como, por exemplo, no tempo passado härma (= imitou, imitava) sendo distinto do infinitivo härme (= imitar).[6]
- Um processo pelo qual o sufixo definitivo para substantivos femininos singulares se desenvolveu em -a, como pode ser visto, por exemplo, natta (= a noite) em oposição a natt (= noite).[7]
- Um processo semelhante ao 2) acima, pelo qual o sufixo definitivo para substantivos neutros plurais se desenvolveu em -a, como pode ser visto, por exemplo, orginala (= as pessoas excêntricas) em oposição a orginal (= uma pessoa excêntrica).[7]

Os fenômenos descritos nos dois exemplos acima podem ser encontrados mesmo em variedades onde o final da palavra 'a' do nórdico antigo foi abandonado completamente.

### Variações fonológicas
Ao longo da província há um limite entre duas formas distintas de pronunciação do som consoante representado na ortografia sueca por 'sj', 'stj', 'skj', etc. Ao oeste de Väse o som é uma sibilante retroflexa [ʂ], enquanto que a leste é uma fricativa velar [x].
O uso de dois alofones distintos do fonema / r /, um fenômeno comumente conhecido como gotês (götamåls-r) por causa do seu uso nas províncias de Gotalândia Ocidental e Gotalândia Oriental, pode ser encontrado na parte sudeste da província. Nessas áreas, o / r / inicial da palavra como, por exemplo,  rektit  (e, pelo menos, alguns falantes usam também o duplo / r / no meio da palavra como, por exemplo, herre) é pronunciado como [ʁ] em vez de [ɾ].

## Gramática
O varmlandês preservou o sistema de três gêneros do Proto-Indo-Europeu para substantivos. Isso pode ser visto em:
1) O uso de pronomes pessoais han, ho e dä para substantivos masculinos, femininos e neutros, respectivamente, p. Ex. referindo-se ao "himlen" masculino (= o céu) como han e ao 'skattskrivinga' (registro com objetivo de impostos) feminino como ho.
2) O uso de formas femininas distintas de pronomes e artigos possessivos, geralmente falta a consoante 'n', onde o sueco padrão usa as formas masculinas. Os exemplos incluem mi mamma (= minha mãe) vs. min ti (= meu tempo), que em sueco padrão ambos teriam min e  e moster  (= uma tia) vs. en mugg (= uma caneca), que em sueco padrão ambos teriam en, bem como tjärringa (= a mulher) gubben (= o homem), que no sueco padrão ambos teriam o sufixo definido -en'.
O imperativo do verbo é simplesmente formado pela queda da forma -e do infinitivo (nas variedades que mantiveram este final infinitivo - ver acima). Em contraste, o imperativo no sueco padrão é idêntico ao tema do verbo, que na maioria dos verbos termina com -a, sendo idêntico ao infinitivo.
Na maioria das partes da província, apenas um sufixo corresponde aos do sueco padrão -arna, -erna e -orna para os substantivos não-neutros plurais (usa-se -era nas partes mais densamente povoadas do sul).

## Vocabulário
Alguns exemplos de diferenças entre o varmlandês e Sueco padrão:
ho vs. Sueco padrão hon (= ela)
gôtt vs. Sueco padrão  härligt (= bom, excelente, maravilhoso - note que o Sueco padrão gott tem uma faixa semântica muito mais estreita)
 imôra  vs. Sueco padrão  imorgon  (= amanhã)
dret  (cognato com "sujeira" do inglês). Sueco padrão skit (= merda)
stri vs. Sueco padrão bråka,  tjata  (= arguir, chatear)
snöge vs. Sueco padrão  snöa  (= nevar)
prefixo gôr- para indicar muito – comparar c/ Sueco padrão jätte-

### Exemplos do dialeto varmlandês
| Varmlandês   | Sueco-padrão  | Português        |
| ------------ | ------------- | ---------------- |
| Bibla        | Bibeln        | A Bíblia         |
| Boa          | Butiken       | A loja           |
| Brynnbär     | Hallon        | Framboesa        |
| Fesk         | Fisk          | Peixe            |
| Fôggel       | Fågel         | Ave              |
| Fôlk         | Folk          | Povo             |
| Gôtt         | Gott          | Bom              |
| Hanses       | Hans          | Dele             |
| Harta        | Hälften       | A metade         |
| Håkken       | Vem           | Quem             |
| Imôra        | Imorgon       | Amanhã           |
| Joläppel     | Potatis       | Batata           |
| Kôrka        | Kyrkan        | A igreja         |
| Kôrv mä brô' | Korv med bröd | Salsicha com pão |
| Môe          | Mycket        | Muito            |
| Nôe          | Något         | Algo             |
| Pôjk'        | Pojke         | Menino           |
| Tôs          | Flicka        | Menina           |
| Vä'r         | Väder         | Tempo            |

## Amostra de texto
Hôr människ e född fri å e lik i vaaL å rätt. De 'a gûes ômdöm å samvett å boL hanneL a eranner i broderskapsan.

Português
Todos os seres humanos nascem livres e iguais em dignidade e direitos. Eles são dotados de razão e consciência e devem agir uns em relação aos outros em espírito de fraternidade. (Artigo 1 da Declaração Universal dos Direitos Humanos)